# Centralizm
Centralizm (łac. centralis "środkowy") – jest zasadą organizacji i funkcjonowania państwa polegającą na podporządkowaniu organowi centralnemu wszystkich innych organów państwowych oraz skupieniu w jego rękach kompetencji do podejmowania, nadzorowania i kontroli wykonania najważniejszych decyzji. Elementy centralizmu występują we wszystkich typach państw. Realizacja zasady centralizmu umożliwiła w średniowieczu i czasach późniejszych przezwyciężenie rozdrobnienia oraz separatyzmów regionalnych i powstanie państw narodowych. Doktryna centralizmu stała się podstawą absolutyzmu. W warunkach gospodarki wolnokonkurencyjnej ujawniły się silne tendencje decentralizacyjne.
W państwach federalnych centralizm jest tendencją zmierzającą do wzmocnienia federacji i rozszerzenia kompetencji jej organów kosztem krajów członkowskich.
Czasami centralizacja kojarzy się z brakiem demokracji. Nie zawsze taki pogląd jest uzasadniony; niekiedy organ centralny w swej polityce i działaniu jest właściwie demokratyczny, a organy i czynniki terenowe są wsteczne. Centralizm w rozwiązywaniu pewnych wąskich zadań wymagających dużej mobilizacji sił i środków jest znacznie bardziej efektywny niż jego brak; tak jest np. w dziedzinie obrony kraju, nadzoru nad przestrzeganiem prawa, w zakresie komunikacji kolejowej, lotniczej, polityki zagranicznej itp. Jest to więc każdorazowa sprawa oceny politycznej, w jakiej dziedzinie życia państwowego należy utrzymać taki lub inny stopień centralizacji, a w jakiej lepsze efekty przynosi pełna lub częściowa decentralizacja. Czynnikami, które wyznaczają treść decyzji są m.in. charakter spraw, którymi się zarządza; dojrzałość kadr w centrali i w terenie, rozmiary i stopień różnorodności spraw będących przedmiotem zarządzania, sytuacja międzynarodowa danego państwa, doskonałość środków łączności itp.